# Championnats du monde de gymnastique artistique 1930
Navigation
Édition précédente Édition suivante
Les 9e championnats du monde de gymnastique artistique ont eu lieu au Luxembourg.

## Résultats

### Concours par équipes
| Rang | Pays | Total   |
| ---- | --- | ------- |
| 1.   | Tchécoslovaquie Josef Effenberger, Jan Gajdos, Emmanuel Löffler, Julius Rybak, Bedřich Šupčík, Ladislav Tikal, Jindrich Tintera, Ladislav Vácha | 896.300 |
| 2.   | France Louis Castelli, Jean Chanteur, Jean Gounot, Marcel Itten, Alfred Krauss, Georges Leroux, Maurice Rousseau, Armand Solbach                | 871.750 |
| 3.   | Royaume de Yougoslavie Rafael Ban, Boris Gregorka, Anton Malej, Josip Primožič, Leon Stukelj, Peter Šumi, Neli Zupancic, Stane Zilic            | 849.750 |

### Concours général individuel
| Rang | Gymnaste        | Total   |
| ---- | --------------- | ------- |
| 1.   | Josip Primožič  | 152.450 |
| 2.   | Jan Gajdoš      | 150.550 |
| 3.   | Emanuel Löffler | 148.750 |

### Sol
| Rang | Gymnaste        | Total  |
| ---- | --------------- | ------ |
| 1.   | Josip Primožič  | 30.250 |
| 2.   | Emanuel Löffler | 30.150 |
| 3.   | Alfred Krauss   | 30.100 |

### Cheval d'arçon
| Rang | Gymnaste       | Total  |
| ---- | -------------- | ------ |
| 1.   | Josip Primožič | 31.400 |
| 2.   | Peter Šumi     | 30.600 |
| 3.   | Jan Gajdoš     | 30.500 |

### Anneaux
| Rang | Gymnaste        | Total  |
| ---- | --------------- | ------ |
| 1.   | Emanuel Löffler | 32.000 |
| 2.   | Bedřich Šupčík  | 31.500 |
| 3.   | Jan Gajdoš      | 30.450 |

### Barres parallèles
| Rang | Gymnaste       | Total  |
| ---- | -------------- | ------ |
| 1.   | Josip Primožič | 31.150 |
| 2.   | Alfred Krauss  | 30.000 |
| 3.   | Ladislav Vácha | 29.900 |

### Barre fixe
| Rang | Gymnaste     | Total  |
| ---- | ------------ | ------ |
| 1.   | István Pelle | 32.000 |
| 2.   | Miklos Péter | 31.700 |
| 3.   | Leon Štukelj | 31.550 |

## Tableau des médailles
| Rang | Nation                 | Or | Argent | Bronze | Total |
| ---- | ---------------------- | -- | ------ | ------ | ----- |
| 1    | Royaume de Yougoslavie | 4  | 1      | 2      | 7     |
| 2    | Tchécoslovaquie        | 2  | 3      | 4      | 9     |
| 3    | Royaume de Hongrie     | 1  | 1      | -      | 2     |
| 4    | France                 | -  | 2      | 1      | 3     |